# Жилин, Иван Яковлевич
Иван Яковлевич Жилин (14 октября 1871 — 9 декабря 1922) — помощник начальника Главного управления всеобщего военного обучения по политчасти.

## Биография
Родился в г. Воронеже в семье торговца.
Окончив ремесленную школу, работал столяром, служил чиновником казначейства и судебной палаты. Стал народовольцем. Был неоднократно арестован.
В 1897—1904 гг. — тюрьма и ссылка в Вятскую губернию. В ссылке знакомится с марксистской литературой и порывает с народниками. В 1902 году становится членом ВКП(б). Вернувшись в Воронеж вместе с местными революционерами Жилин создает искровскую организацию «Касса борьбы», которая установила связь с В. И. Лениным и активно поддерживала его борьбу за созыв II съезда партии. В январе 1904 года Жилин избирается секретарем Воронежского комитета РСДРП. В 1904 году опять тюрьма.
В годы первой русской революции выступает на рабочих митингах, руководит подпольной типографией, а в октябре 1905 года входит в состав Воронежского Совета рабочих депутатов (Делегатское собрание). Затем в 1905 году опять тюрьма.
С 1906 года по 1910 год — один из руководителей подпольщиков в Москве и Твери, секретарь большевистской группы в Льеже (Бельгия), агент Заграничного бюро ЦК партии для связи с социал-демократическими организациями юга России. В 1907 году секретарь Центрального бюро московских профсоюзов.
В 1910 году опять тюрьма и ссылка.
После Февральской революции — член редколлегии газеты «Социал-демократ».
В дни октябрьских боев 1917 года в Москве он выполняет поручения Военно-революционного комитета. После победы он — комиссар казначейства и казенной палаты, помощник комиссара Государственного банка, комиссар финансов, заместитель председателя Московского областного совнархоза.
В январе 1919 года, когда к Воронежу подступили банды Мамонтова, Жилин, освобожденный по состоянию здоровья (туберкулёз) от воинской службы, уходит добровольцем на фронт. Он член Реввоенсовета и начальник Особого отдела 8-й армии. В 1920 г. — начальник политотдела, а затем помощник командующего Кавказской трудовой армией по политической работе.
По возвращении в Москву Жилин — помощник ректора Коммунистического университета имени Я. М. Свердлова, затем помощник начальника Главного управления всеобщего военного обучения.
Был врагом всяких привилегий.
В декабре 1922 года умер от туберкулеза. Похоронен на Красной площади в Москве в братской могиле.

## Память
Имя Жилина носит улица в Воронеже.

## Ссылка
- Под ред. Е. М. Жукова. Красная площадь // Советская историческая энциклопедия. — Советская энциклопедия. — М., 1973—1982.